# Dolichoderus vexillarius
Dolichoderus vexillarius är en myrart som beskrevs av Wheeler 1915. Dolichoderus vexillarius ingår i släktet Dolichoderus och familjen myror. Inga underarter finns listade i Catalogue of Life.